# Dolours Price
Dolours Price (Belfast, 16 december 1950 - Malahide, 23 januari 2013) was een prominent lid van de paramilitaire beweging IRA.
Samen met haar zus Marian Price voegde ze zich in 1971 bij de Provisional IRA. Daar was ze onder andere verantwoordelijk voor de bomaanslag op het Old Bailey gerechtsgebouw, en was ze als lid van 'The Unknowns' betrokken bij meerdere verdwijningen.

## Als lid van de Provisional IRA

### Aanslag op het Old Bailey gerechtsgebouw
Samen met haar zus Marian en zes anderen werd Price in 1973 veroordeeld voor het plegen van de bomaanslag op het Old Bailey gerechtsgebouw in London. Daar ontploften op 8 maart 1973 twee autobommen, waarbij één persoon om het leven kwam en 200 personen gewond raakten. Direct nadat ze veroordeeld was en in de gevangenis terecht kwam ging ze met haar zus in hongerstaking. Ze vonden dat ze politiek gevangenen waren, en daarom in Noord-Ierland hun straf uit zouden moeten mogen zitten. De hongerstaking duurde uiteindelijk 203 dagen, toen ze werden overgeplaatst naar een gevangenis in de buurt van Belfast. Na tweeënhalve week waren de gevangenisbewaarders begonnen met het geforceerd toedienen van voedsel. Ze ontwikkelden allebei anorexia na de hongerstaking, wat uiteindelijk leidde tot hun vrijlating op medische gronden.

### Verdwijning van Jean McConville
In 1972 werd Jean McConville, een moeder van 10 kinderen, meegenomen door een groep gemaskerde mannen. Haar verdwijning bleef tot 2003 onopgelost, toen haar lichaam werd gevonden op Shelling Hill Beach. Er werd vermoed dat ze door de Provisional IRA was ontvoerd, maar definitief bewijs hiervoor kwam pas toen Dolours Price in de Boston College Tapes opbiechtte medeverantwoordelijk te zijn voor haar ontvoering, executie, en het begraven van het lichaam. McConville zou door Price en twee andere leden van 'The Unknowns' Ierland ingesmokkeld zijn, waar ze vervolgens aan de IRA afdeling in Dundalk zou zijn overgedragen. Die zouden hebben geweigerd haar te vermoorden, waarop Price en haar twee handlangers teruggingen en McConville executeerden. Volgens Price was Jean McConville een informant voor de Britten, wat de Britse inlichtingendiensten altijd hebben ontkend.

## Boston College tapes
De Boston College tapes, ook wel de Boston tapes genoemd, zijn een reeks opnames van interviews met oud-leden van zowel republikeinse als loyalistische groeperingen over hun activiteiten tijdens de Troubles. In deze opnamen worden onder andere betrokkenheid bij aanslagen en moorden opgebiecht. Deze interviews werden afgenomen door Boston College, om een 'oral history' van de Troubles aan te leggen. Dolours Price vertelde in 2010 aan een Ierse krant dat ze was geïnterviewd door Boston College, en dat ze in deze interviews verteld heeft over executies en ontvoeringen, onder bevel van Gerry Adams. Daarnaast zou ze hebben verteld dat Adams ook het brein achter de bomaanslag op het Old Bailey gerechtsgebouw was. Adams heeft deze beschuldigingen altijd ontkend.

## Persoonlijk
In 1983 trouwde Price met de Ierse acteur Stephen Rea. Ze kreeg met hem twee zonen, Oscar en Danny. In 2003 scheidden ze.

## Overlijden
Op donderdag 23 januari 2013 werd Price thuis in Dublin dood aangetroffen, op 62-jarige leeftijd. Haar begrafenis werd door honderden personen bijgewoond.

## Trivia
- In het boek Say Nothing van Patrick Radden Keefe, waarin The Troubles worden beschreven met de verdwijning van Jean McConville als focuspunt, speelt Dolours Price een grote rol

- International Standard Name Identifier: 0000 0005 0092 3742
- Library of Congress Control Number: no2019177253
- Virtual International Authority File: 33157581530633780228